# Progressive Matrizen
Ravens Progressive Matrizen (auch bekannt als Ravens Matrizentest) sind sprachfreie Multiple-Choice-Intelligenztests. Sie erfassen die kognitiven Fähigkeiten einer Person und wurden ursprünglich 1936 von John C. Raven entwickelt. Bei den einzelnen Testaufgaben geht es darum, ein vorhandenes Muster zu verstehen und das darin fehlende Teil aus einer Reihe möglicher Teile richtig auszuwählen. Die Muster können in der Form einer 4×4-, 3×3- oder 2×2-Matrix angeordnet sein, was dem Test seinen Namen gibt. Den eigentlichen Erfolg verdanken Ravens Progressive Matrizen laut John Raven junior dem Zweiten Weltkrieg: „Während andere Männer an die Front berufen wurden, entwickelte mein Vater im Dienst der britischen Armee die Matrizentests weiter. 1942 wurde jeder Wehrpflichtige mit den Raven Progressive Matrices getestet.“ Einer der großen Vorteile des Tests ist die Tatsache, dass er „auch bei Menschen verlässlich funktioniert, die nicht lesen oder schreiben können“.

## Versionen
Die Matrizen liegen in drei verschiedenen Formen, je nach Leistungsfähigkeit der Testteilnehmer, vor:
- Standard Progressive Matrices (SPM): Die SPM waren die ursprüngliche Form der Matrizen und wurden 1938 erstmals veröffentlicht. Das Testheft beinhaltet fünf Sätze (A bis E) mit je 12 grafischen Testaufgaben (z. B. A1 bis A12). Die Items innerhalb eines Satzes besitzen einen ansteigenden Schwierigkeitsgrad, der eine immer höhere kognitive Leistungsfähigkeit zur Analyse und Entschlüsselung der Informationen erfordert. Alle Aufgaben sind in schwarzer Farbe auf weißem Hintergrund dargestellt.
- Coloured Progressive Matrices (CPM): Die CPM wurden für jüngere Kinder, für ältere Menschen und für Menschen mit leichter oder schwerer Lernbehinderung entworfen. Der Test enthält die Sätze A und B aus den Standard Progressive Matrices mit einem weiteren Satz von 12 Items (Satz Ab), der zwischen die Sätze A und B eingefügt wurde. Die meisten Aufgaben werden auf farbigem Hintergrund präsentiert. Damit wirkt der Test visuell anregend auf die Teilnehmer. Dennoch werden die letzten Aufgaben im Satz B schwarz auf weiß präsentiert. Dies erleichtert dem Testanwender den Wechsel zu den Sätzen C, D, und E der SPM, sollte der Proband die Erwartungen beim Einsatz der CPM übertreffen.
- Advanced Progressive Matrices (APM): Die APM beinhaltet 48 Items, die in einen Satz mit 12 (Satz I) und einen Satz mit 36 (Satz II) Aufgaben geteilt sind. Die Items werden wieder in schwarzer Farbe auf weißem Hintergrund dargestellt und steigen in ihrem Schwierigkeitsgrad innerhalb eines Satzes an. Die Aufgaben sind für hochbegabte Erwachsene und Jugendliche geeignet.

Zusätzlich wurden 1998 sogenannte „Parallelformen“ der Standard Progressive Matrices und der Coloured Progressive Matrices veröffentlicht. Die Parallelformen wurden notwendig, da Ravens Matrizentests in der allgemeinen Öffentlichkeit zu bekannt wurden. Die Testergebnisse der Probanden stiegen, aufgrund der steigenden Erfahrung mit den Progressiven Matrizen, in den letzten 70 Jahren pro Generation um gut 10 IQ-Punkte an (siehe Flynn-Effekt). Die Aufgaben der Parallelformen wurden so konstruiert, dass der durchschnittliche Lösungsanteil für jede Frage für die klassische und die Parallelversion identisch ist. Eine erweiterte Form der Standard Progressive Matrices, die Standard Progressive Matrices Plus (SPM Plus), wurde ebenfalls 1998 für hochbegabte Jugendliche und junge Erwachsene publiziert. Die SPM Plus ermöglichen wieder genaue Differenzierungen zwischen Personen dieser Altersgruppe. Die Coloured Progressive Matrices sind zusätzlich als „Board-Form“ veröffentlicht. Die „Board-Form“ erlaubt die Bearbeitung des Tests ähnlich wie ein Puzzle. Die Teile sind frei beweglich und können in das Muster eingefügt werden.

## Grundlegende Prinzipien
Nach Aussage des Autors messen Raven's Progressive Matrices und Vocabulary Scales die zwei Hauptkomponenten der allgemeinen Intelligenz (erstmals bestimmt durch Charles Spearman):
- die Fähigkeit, klar und strukturiert zu denken und komplexen Sachverhalten und Dingen Sinn zu verleihen, d. h. deduktive Fähigkeiten und
- die Fähigkeit Informationen zu speichern und zu reproduzieren, d. h. reproduktive Fähigkeiten.

Eine 2008 publizierte Studie kam zu dem Ergebnis, dass Personen mit Asperger-Syndrom, einer Störung aus dem Autismusspektrum, höhere Testergebnisse bei Raven-Matrizen erreichen als nicht-autistische Personen. Eine weitere Studie zeigte 2007, dass autistische Personen höhere Testergebnisse in den Raven-Matrizen als im Wechsler-Intelligenztest für Erwachsene (WIE) erzielen. Ergänzend dazu benötigten autistische Personen für die richtigen Antworten beim Ravens-Matrizentests weniger Zeit als die neurotypischen Testteilnehmer bei einer gleichen Anzahl falscher Antworten.
John Carlyle Raven veröffentlichte seine Progressiven Matrizen erstmals 1938 in Großbritannien. Seine drei Söhne gründeten im Jahr 1972 in Schottland den Testverlag J C Raven Ltd. 2004 übernahm Harcourt Assessment, eine Abteilung von Harcourt Education mit Sitz in den USA, den Verlag. 2008 gingen die Rechte an den Raven Progressive Matrices mit der Übernahme von Harcourt Assessment durch den Medienkonzern Pearson an die Abteilung Pearson Clinical and Talent Assessment.

## Ravens Matrizen als Messung des g-Faktors der Intelligenz
Ravens Matrizen werden oftmals als alleinige Messung des g-Faktors der Intelligenz genutzt. Zu beachten ist hierbei, dass eine konstruktrepräsentative Operationalisierung des g-Faktors verschiedenartige Aufgaben mit unterschiedlichen kognitiven Anforderungen (z. B. schlussfolgerndes Denken, Bearbeitungsgeschwindigkeit, Merkfähigkeit) und inhaltlichen Einbettungen (z. B. figural, numerisch, verbal) benötigt. Empirisch konnte daher auch aufgezeigt werden, dass Ravens Matrizen alleine keine besonders gute Operationalisierung des g-Faktors darstellt und entsprechend auch nicht in diesem Sinne genutzt werden sollte.